# Xanthoselinum alsaticum
Xanthoselinum alsaticum är en flockblommig växtart som beskrevs av Philipp Johann Ferdinand Schur. Xanthoselinum alsaticum ingår i släktet Xanthoselinum och familjen flockblommiga växter. Inga underarter finns listade i Catalogue of Life.